# Jacob Pebley
Jacob Pebley (ur. 17 września 1993 w Albany w stanie Oregon) – amerykański pływak specjalizujący się w stylu grzbietowym, trzykrotny wicemistrz świata na krótkim basenie i brązowy medalista mistrzostw świata na basenie 50-metrowym.

## Kariera pływacka
W sierpniu 2016 roku podczas igrzysk olimpijskich w Rio de Janeiro zajął piąte miejsce w konkurencji 200 m stylem grzbietowym, uzyskawszy w finale czas 1:55,52.
Kilka miesięcy później, na mistrzostwach świata na krótkim basenie w Windsorze zdobył trzy medale. Był drugi na dystansie 200 m stylem grzbietowym, gdzie przypłynął za Radosławem Kawęckim z czasem 1:48,98. Pebley wywalczył także srebro  w sztafetach 4 × 200 m stylem dowolnym i 4 × 50 m stylem zmiennym. W konkurencji 100 m stylem grzbietowym zajął szóste miejsce (50,24).
Podczas mistrzostw świata w Budapeszcie w 2017 roku na 200 m stylem grzbietowym zdobył brązowy medal z wynikiem 1:55,06.

## Życie prywatne
Ma pięcioro rodzeństwa. W 2016 roku ukończył psychologię na Uniwersytecie Kalifornijskim w Berkeley.